# Metaphenica medleri
Metaphenica medleri är en insektsart som först beskrevs av Synave 1979.  Metaphenica medleri ingår i släktet Metaphenica och familjen Derbidae. Inga underarter finns listade i Catalogue of Life.